# Metropolia di Samara

Localizzazione dell'oblast' di Samara.

La metropolia di Samara (in russo Самарская митрополия?) è una delle province ecclesiastiche che costituiscono la Chiesa ortodossa russa.
Istituita dal Santo Sinodo il 15 marzo 2012, comprende l'intera oblast' di Samara nel circondario federale del Volga.
È costituita da 5 eparchie:
- Eparchia di Samara
- Eparchia di Kinel'
- Eparchia di Otradnyj
- Eparchia di Syzran'
- Eparchia di Togliatti

Sede della metropolia è la città di Samara, il cui eparca ha il titolo di "Metropolita di Samara e Novokujbyševsk".